# Сен-Круа (Во)
Сен-Круа (фр. Sainte-Croix) — громада  в Швейцарії в кантоні Во, округ Юра-Нор-Водуа.

## Географія
Громада розташована на відстані близько 75 км на захід від Берна, 34 км на північ від Лозанни.
Сен-Круа має площу 39,5 км², з яких на 7% дозволяється будівництво (житлове та будівництво доріг), 41,2% використовуються в сільськогосподарських цілях, 49,8% зайнято лісами, 2% не є продуктивними (річки, льодовики або гори).

## Демографія
2019 року в громаді мешкало 4891 особа (+8,5% порівняно з 2010 роком), іноземців було 19%. Густота населення становила 124 осіб/км².
За віковим діапазоном населення розподілялося таким чином: 19,3% — особи молодші 20 років, 55,9% — особи у віці 20—64 років, 24,8% — особи у віці 65 років та старші. Було 2456 помешкань (у середньому 1,9 особи в помешканні).
Із загальної кількості 1734 працюючих 74 було зайнятих в первинному секторі, 515 — в обробній промисловості, 1145 — в галузі послуг.